# Jezerce
Jezerce jsou malá vesnice, část města Stříbro v okrese Tachov v Plzeňském kraji. Nachází se asi pět kilometrů západně od Stříbra. Jezerce jsou také název katastrálního území o rozloze 2,11 km².

## Historie
První písemná zmínka o vesnici pochází z roku 1379.

## Obyvatelstvo
| Rok            | 1869 | 1880 | 1890 | 1900 | 1910 | 1921 | 1930 | 1950 | 1961 | 1970 | 1980 | 1991 | 2001 | 2011 | 2021 |
| -------------- | ---- | ---- | ---- | ---- | ---- | ---- | ---- | ---- | ---- | ---- | ---- | ---- | ---- | ---- | ---- |
| Počet obyvatel | 98   | 104  | 90   | 94   | 99   | 86   | 78   | 54   | 58   | 34   | 27   | 17   | 10   | 17   | 30   |
| Počet domů     | 16   | 16   | 16   | 18   | 19   | 18   | 19   | 16   | 16   | 8    | 7    | 9    | 11   | 9    | 14   |

## Obecní správa
Při sčítání lidu v letech 1850–1929 Jezerce byly osadou obce Svojšín v okrese Stříbro. V letech 1930–1959 byly samostatnou obcí v okrese Stříbro. V letech 1960–1979 byly částí obce Těchlovice v okrese Tachov. Od 1. ledna 1980 jsou částí města Stříbro v okrese Tachov.

## Další fotografie

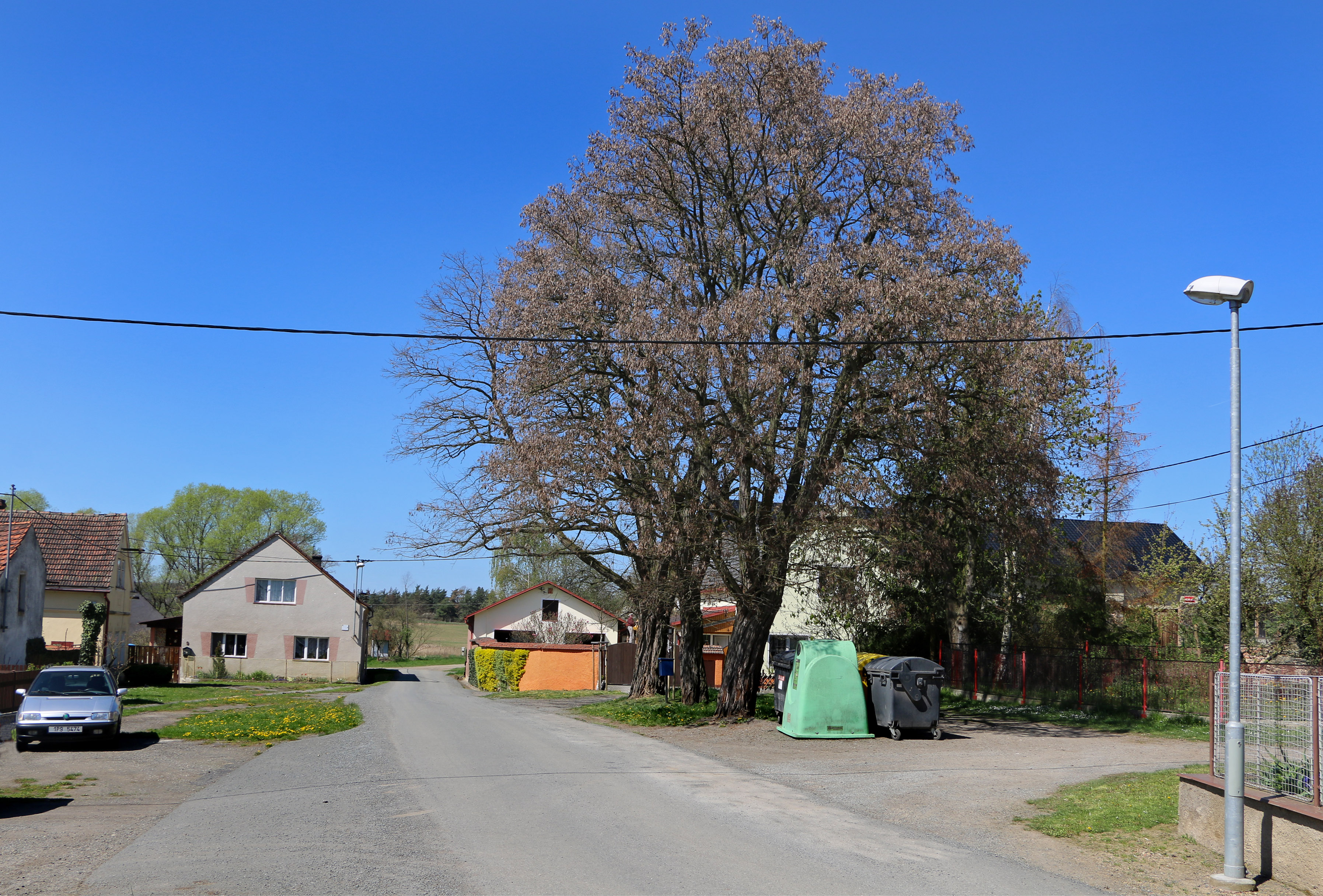
Náves
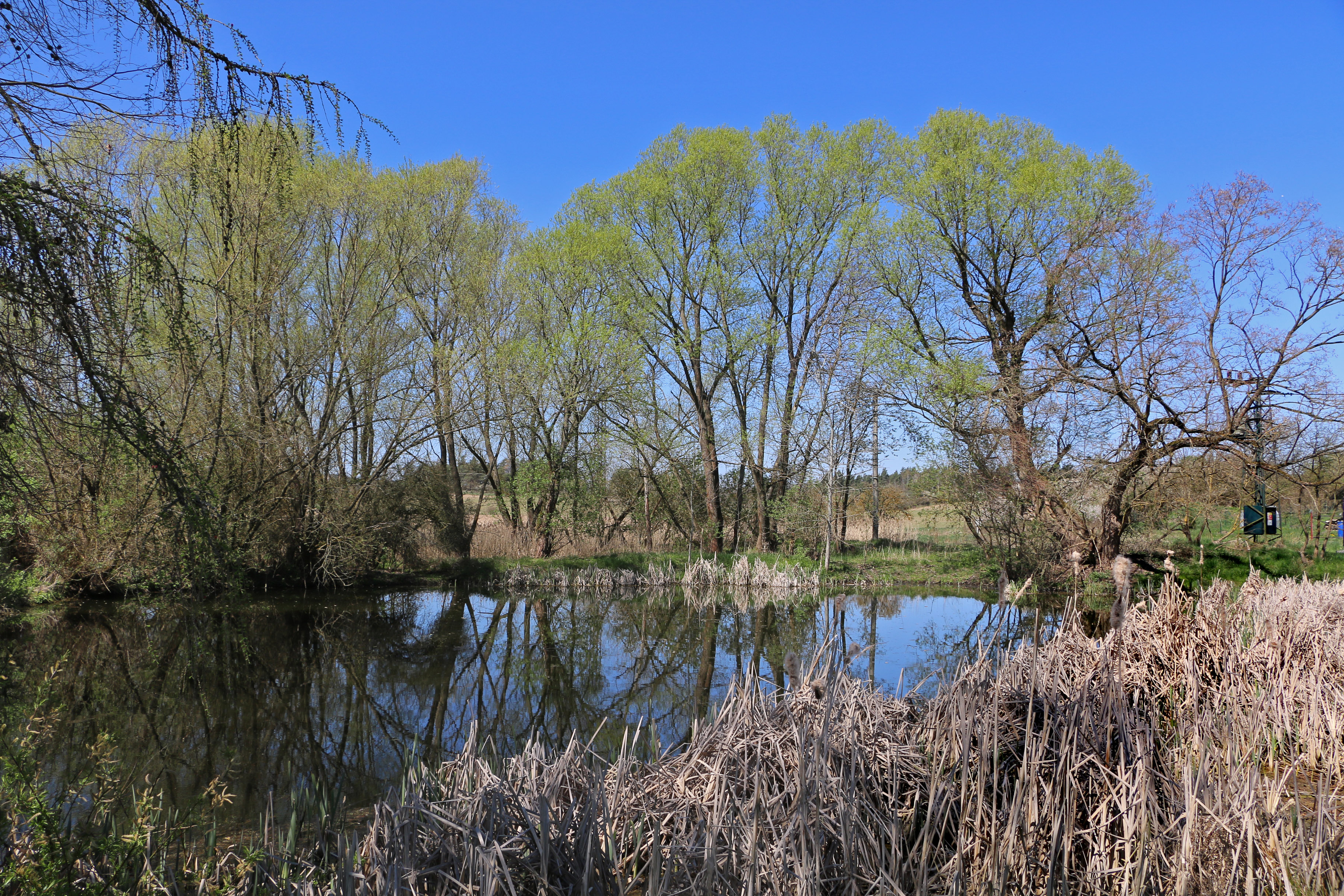
Rybník za vesnicí
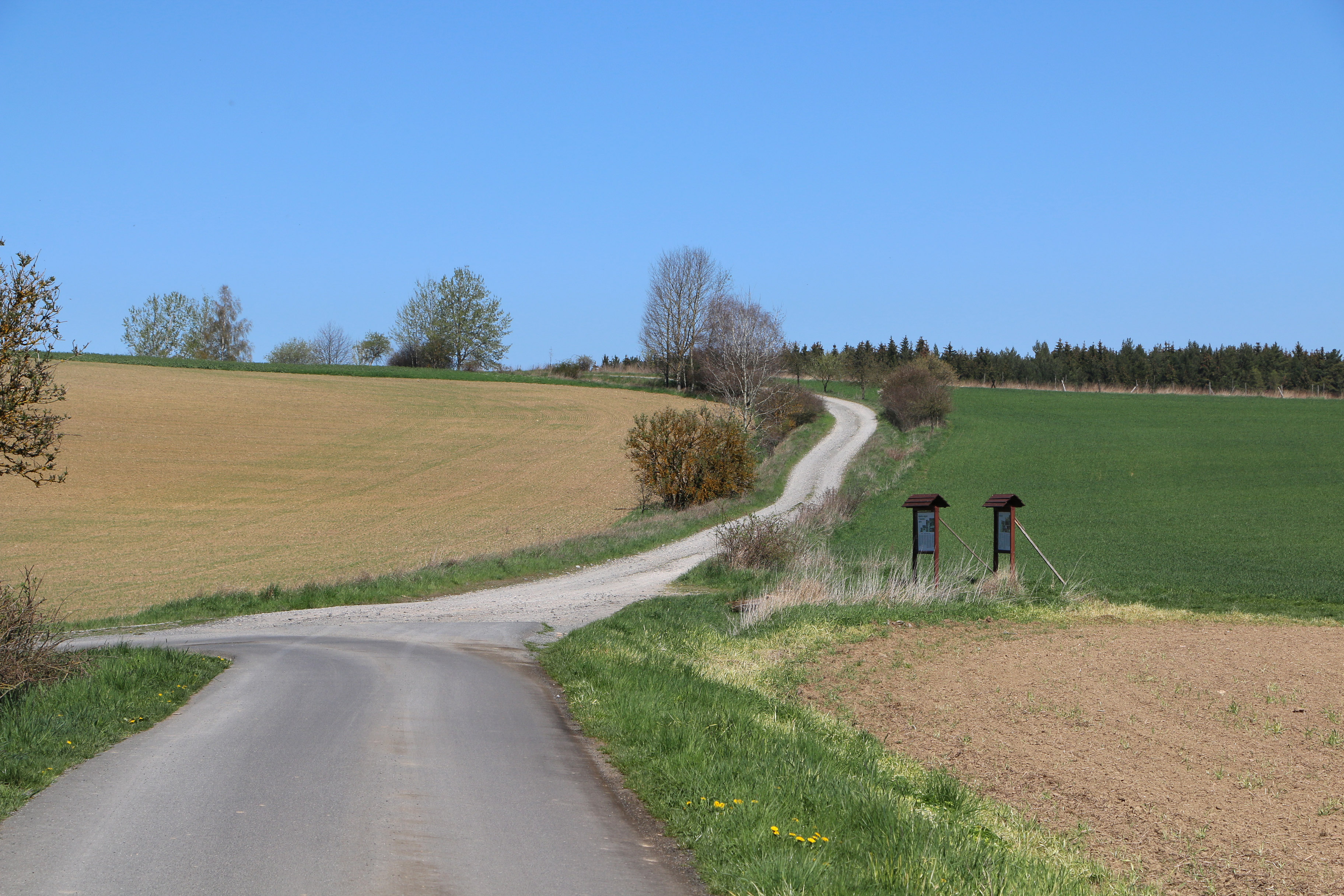
Příjezd k vesnici